# Hans-Josef Cosack
Hans-Josef Cosack (* 10. Oktober 1891 auf Rittergut Wildshausen bei Arnsberg; † 1963 ebenda) war ein deutscher Jagdfunktionär und Gutsbesitzer.

## Leben
Er war Sohn von Josef II. Cosack, von dem er das Rittergut Wildshausen erbte, sowie der Elsbeth, geb. von Rudloff und entstammte einer westfälischen Gutsbesitzer- und Industriellenfamilie. Sein Großvater war der Industrielle Josef Cosack.
Cosack war bereits vor dem Zweiten Weltkrieg in Südwestfalen, bzw. dem Hochsauerland im organisierten Jagdwesen aktiv, was nach dem Zweiten Weltkrieg auf Bundesebene seine Fortsetzung fand. Als profilierter Jagdfunktionär wurde er 1954 als Nachfolger seines Freundes Albert Frhr. von Boeselager Vorsitzender des Deutschen Jagdverbandes (DJV), was er bis 1960 blieb. In seiner Zeit an der Spitze der deutschen Jägerschaft machte sich Cosack vor allem im Kampf gegen den beginnenden Pachtwucher für Jagdgebiete einen Namen. Sein Eintreten dafür, dass die Jagd als natürliches Handwerk zu betrachten und in Respekt gegenüber dem Tier zu betreiben sei, wandte sich gegen aufkommende Tendenzen der Trophäenjagd als gleichsam sportliches Freizeitvergnügen ohne weiteres Verantwortungsbewusstsein für die Kreatur. Ansichten wie diese, brachten Cosack während seiner Amtszeit den Beinamen „der grüne Hindenburg“ ein. 1960 wurde er zum Ehrenpräsident des DJV ernannt.
Weiterhin hatte der überzeugte Katholik Cosack 1922 in Wildshausen die Hubertuskapelle errichten lassen und war 1947 Mitbegründer des Hegeringes Arnsberg.
Aus seiner Ehe gingen drei Kinder hervor.

## Sonstiges
Um 1940 erregte Hans-Josef Cosack Aufsehen, als er in seinem Revier um das Rittergut Wildshausen im Sauerland den stärksten Hirsch erlegte, der bis zu diesem Zeitpunkt in Deutschland westlich der Elbe gesichtet wurde. Besagten Hirsch, dessen Existenz sich in den Jahren zuvor herumgesprochen hatte, hatte sich jedoch Reichsjägermeister Hermann Göring bereits zum Abschuss reservieren lassen, was von Cosack bewusst missachtet wurde. Das jagdliche Aufbegehren gegen Göring hätte Cosack im Anschluss beinahe einen Gerichtsprozess eingebracht.
Das Geweih des Wildshausener Hirsches erschien später auf dem Einband eines deutschen Jagd-Ausbildungswerkes und wird bis heute jedes Jahr über dem Eingang der Messe Jagd & Hund in Dortmund als Zier angebracht.
1946, nur wenige Monate nach Ende des Zweiten Weltkrieges, hatte Cosack durch gute Beziehungen zu dem amerikanischen Kreiskommandanten Swayne bereits vor der Aufhebung des Waffenverbots im Nachkriegsdeutschland eine Jagderlaubnis erhalten. Diese Ausnahme sprach sich binnen kurzer Zeit bis London herum und führte im Unterhaus des britischen Parlaments zu einer offiziellen Anfrage einiger Labour-Abgeordneten zur Wiederbewaffnung im Kreis Arnsberg.